# 핫토리 고헤이
핫토리 고헤이(일본어: 服部 康平, 1991년 4월 4일 ~ )는 일본의 전 축구 선수이다.

## 구단 경력
그는 2014년부터 2022년까지 J리그의 SC 사가미하라, 도치기 SC, 마쓰모토 야마가 FC, FC 기후에서 활동하였다.